# Мизинівська сільська рада
Ми́зинівська сільська́ ра́да — адміністративно-територіальна одиниця та орган місцевого самоврядування у Звенигородському районі Черкаської області. Адміністративний центр — село Мизинівка.

## Загальні відомості
- Населення ради: 558 осіб (станом на 2001 рік)

## Населені пункти
Сільській раді підпорядковані населені пункти:
- с. Мизинівка
- с-ще Олександрівка
- с. Стара Буда

## Склад ради
Рада складалася з 16 депутатів та голови.
- Голова ради: Танцюра Микола Степанович
- Секретар ради: Мудріцька Тамара Борисівна

### Керівний склад попередніх скликань
| Прізвище, ім'я, по батькові     | Основні відомості                                                 | Дата обрання | Дата звільнення |
| ------------------------------- | ----------------------------------------------------------------- | ------------ | --------------- |
| Романов Олександр Олександрович | Сільський голова, 1972 року народження, безпартійний              | 26.03.2006   | 31.10.2010      |
| Танцюра Микола Степанович       | Сільський голова, 1964 року народження, освіта вища, безпартійний | 31.10.2010   |                 |

Примітка: таблиця складена за даними сайту Верховної Ради України

### Депутати
За результатами місцевих виборів 2010 року депутатами ради стали:

#### За суб'єктами висування
| Суб'єкт висування | Кількість обраних депутатів | %   |
| ----------------- | --------------------------- | --- |
| Самовисування     | 16                          | 100 |

#### За округами
| № округу | Прізвище, ім'я, по батькові     | Дата визнання обраним | Освіта  | Партійна приналежність | Відомості про обраного депутата         |
| -------- | ------------------------------- | --------------------- | ------- | ---------------------- | --------------------------------------- |
| 1        | Басенко Віктор Васильович       | 01.11.2010            | середня | позапартійний          | тимчасово не працює                     |
| 2        | Таран Сергій Іванович           | 01.11.2010            | середня | позапартійний          | тимчасово не працює                     |
| 3        | Холоменюк Григорій Федотович    | 01.11.2010            | середня | позапартійний          | СТОВ Мизинівське, директор              |
| 4        | Бублій Микола Григорович        | 01.11.2010            | середня | позапартійний          | тимчасово не працює                     |
| 5        | Непорожній Юрій Григорович      | 01.11.2010            | середня | позапартійний          | тимчасово не працює                     |
| 6        | Проценко Андрій Васильович      | 01.11.2010            | середня | позапартійний          | пенсіонер                               |
| 7        | Мудріцька Тамара Борисівна      | 01.11.2010            | середня | позапартійна           | Мизинівська сільська рада, секретар     |
| 8        | Стряпков Євген Васильович       | 01.11.2010            | середня | позапартійний          | тимчасово не працює                     |
| 9        | Рибіцький Сергій Петрович       | 01.11.2010            | середня | позапартійний          | тимчасово не працює                     |
| 10       | Танцюра Наталія Іванівна        | 01.11.2010            | середня | позапартійна           | Мизинівський Будинок культури, директор |
| 11       | Гордий Віктор Анастасович       | 01.11.2010            | середня | позапартійний          | Хлипнівське лісництво, лісник           |
| 12       | Білий Олександр Григорович      | 01.11.2010            | середня | позапартійний          | тимчасово не працює                     |
| 13       | Завалій Василь Петрович         | 01.11.2010            | середня | позапартійний          | Хлипнівське лісництво, лісник           |
| 14       | Литвиненко Олена Миколаївна     | 01.11.2010            | середня | позапартійна           | тимчасово не працює                     |
| 15       | Стрижикоза Василь Олександрович | 01.11.2010            | середня | позапартійний          | тимчасово не працює                     |
| 16       | Сендонін Володимир Іванович     | 01.11.2010            | середня | позапартійний          | пенсіонер                               |

## Природно-заповідний фонд
На землях сільради розташовано гідрологічний заказник місцевого значення Мизинівський.